# Parque natural de Saja-Besaya
El parque natural de Saja-Besaya es un espacio natural protegido español situado en la comunidad autónoma de Cantabria que fue declarado parque natural en 1988. Se encuentra enclavado en un área de montaña comprendida entre las cuencas hidrográficas de los ríos Saja y Besaya, extendiéndose desde el monte Río los Vados en el extremo norte, hasta los montes de Fuentes-Palombera y sierra del Cordel (Campoo) en el límite sur. Con 24.500 ha, es el parque natural de mayor extensión de Cantabria, siendo la mayor parte de él (23.932 ha) montes de utilidad pública. Todo su territorio queda dentro de la ZEC de los valles altos del Nansa, Saja y Alto Campoo, y la parte suroccidental se encuadra en la ZEPA de la sierra del Cordel. Todo el parque está integrado en la reserva regional de caza Saja.
El parque está compuesto por territorios pertenecientes a los términos municipales de: Arenas de Iguña, Cabuérniga, Cieza, Hermandad de Campoo de Suso, Ruente y Los Tojos, además de la totalidad de la extensión de la mancomunidad de Campoo-Cabuérniga.
El único núcleo urbano asentado dentro del parque natural es el conjunto histórico de Bárcena Mayor, perteneciente al término municipal de Los Tojos. Declarado conjunto histórico artístico en 1979 y soberbio ejemplo de la arquitectura montañesa.

## Geografía

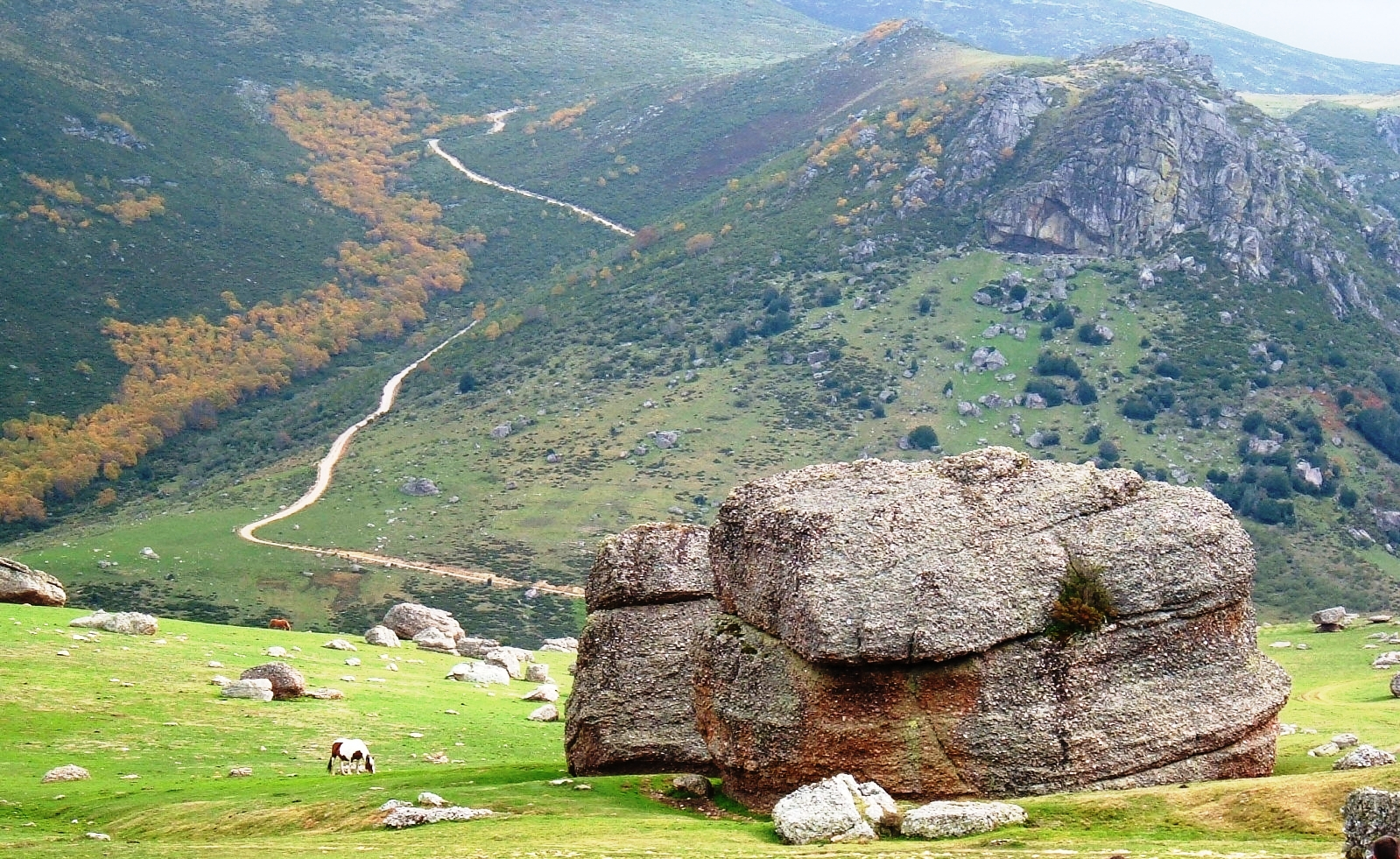
Puertos de Sejos, en la parte alta.

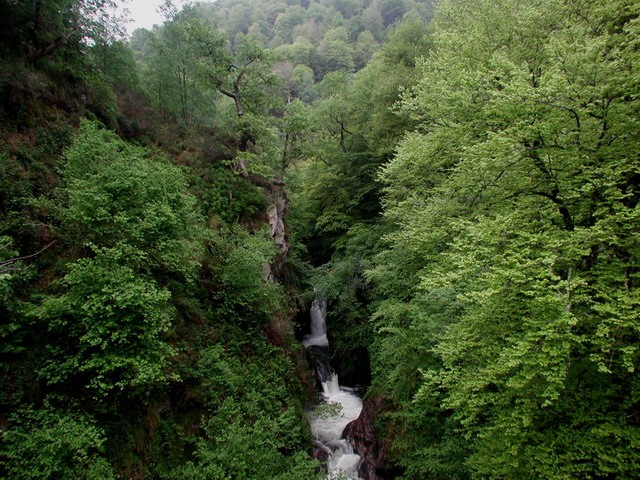
Los cursos de agua y los bosques atlánticos son el paisaje característico del parque natural. En la imagen lugar conocido como Pozo del Amo.

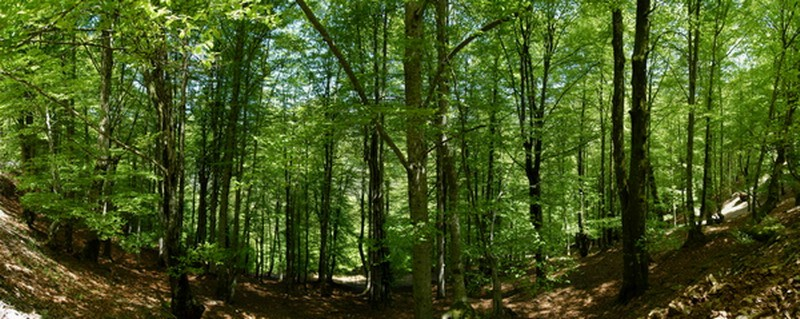
Hayas en el Monte Saja.

La geografía del parque natural Saja-Besaya se caracteriza por profundos valles que han ido excavando los abundantes ríos y arroyos tributarios del Saja y del Besaya. La diversidad de sus ecosistemas está determinada por el contraste altimétrico existente entre sus cotas mínimas, que rondan los 200 metros, y las cimas del Cueto Iján, con 2084 m, y Cueto Cordel, con 2061 metros de altitud.
Comprende áreas de arbolado de gran interés (superficie forestal de 11.475 hectáreas), que alternan con brañas y laderas cubiertas de matorral. La extensión del parque se clasifica en varias zonas de usos: recreativo, forestal, de uso agropecuario, de reserva y de pastizal. En las zonas de aprovechamiento ganadero destacan los ejemplares de ganado tudanco, una peculiar raza de bovino autóctona de Cantabria, muy ligada a la tradición de la zona. Las zonas de reserva son áreas de especial protección, dentro del parque se han establecido dos zonas:
- Cureñas-Canal del infierno, 575 hectáreas.
- Monte Quemado, 195 hectáreas.

## Flora y fauna
El área protegida tiene una gran riqueza de fauna y flora cantábrica con una amplia representación de especies. De sus frondosos bosques destacan especialmente los robledales en las zonas bajas y septentrionales y los hayedos en las zonas altas (Saja y Bárcena Mayor). También destacan otros conjuntos como los castaños, o acebales, abedulares y serbales del piso montano. Las praderías y la flora de montaña se distribuyen cerca de las cumbres del parque.
Entre las numerosas especies de fauna, destacan el ciervo, el jabalí ,el corzo,  el lobo, la nutria, la liebre de piornal, la perdiz pardilla, el pito negro, el águila real. El ciervo, que fue reintroducido en 1949 tras su desaparición, se encuentra en la actualidad en todo el territorio. La zona montañosa del suroeste del parque es zona de oso pardo cantábrico. Dentro del elenco de especies del espacio protegido se incluyen muchas de ellas en el catálogo de especies amenazadas.

## Centro de interpretación del Parque Natural Saja Besaya
El centro de interpretación y recepción de visitantes del parque natural, se localiza a kilómetro y medio del pueblo de Saja (municipio de Los Tojos), en la carretera del puerto de Palombera. El edificio, de arquitectura tradicional montañesa contiene una exposición en la que se muestra los diferentes aspectos del parque y del entorno. Está abierto todo el año (consultar horario) y la entrada es gratuita.